# Kfar Aviv
Kfar Aviv (hébreu : כְּפַר אָבִיב ; litt. « Village de Printemps ») est un moshav israélien situé dans le conseil régional de Gederot et le district centre, près de la ville d'Ashdod. Il compte 824 habitants en 2016.

## Description
Le moshav est fondé en 1951 par l'Agence juive afin d'y installer des migrants et réfugiés juifs venus d'Égypte.
La communauté est d'abord nommée Kfar HaYeor (hébreu : כפר היאור ; litt. « Village du Nil »), puis elle est renommée Kfar Aviv en remémoration de l'Exode du peuple juif hors d'Égypte, qui s'est déroulé au printemps selon la Torah (Exode 34:18). Au fil du temps, le moshav accueille des familles venues de Pologne.
Kfar Aviv fait partie de l'Union agricole. La surface agricole du moshav recouvre environ 2 000 dunams. La plupart des résidents de Kfar Aviv travaillent en dehors du village.